# Tjärnmyran, Norrbotten
Tjärnmyran är en sjö i Bodens kommun i Norrbotten och ingår i Luleälvens huvudavrinningsområde.